# Osaretin Akhator
Osaretin Akhator ou Evelyn Akhator (née à Lagos le 3 février 1995) est une joueuse nigériane de basket-ball, membre de l'équipe nationale du Nigeria, championne d'Afrique en 2017 et 2019.

## Carrière
Formée de 2015 à 2017 aux Wildcats du Kentucky, ses statistiques sont de 15,9 points et 10,8 rebonds en senior, ce qui lui vaut d'être retenue en 3e position de la draft WNBA 2017 par les Wings de Dallas, mais elle dispute que 15 rencontres sans impact en WNBA. Elle rejoint ensuite la Russie à Novossibirsk, la Turquie avec Besiktas Istanbul, puis à l'automne 2019 l'Espagne à Salamanque pour 7,8 points et 5,5 rebonds. En décembre 2019, elle signe avec les Flammes Carolo pour compenser les indisponibilités de Nádia Gomes Colhado et Fatimatou Sacko après un début de saison contrasté à Salamanque. Le club ayant retrouvé une troisième place après un mauvais début de saison, son contrat est renouvelé pour la saison 2020-2021.
Après de belles saisons dans les Ardennes, elle signe à Basket Landes pour y disputer l'Euroligue, mais une grave blessure met un terme à sa saison après seulement 8 matches (6,5 points et 4,1 rebonds en 18 minutes). Pour 2023-2024, elle s'engage avec Landerneau.

## Équipe nationale
En 2017 et 2019, elle participe aux deux titres continentaux du Nigeria avec 11,0 points, 8,2 rebonds et 2,4 interceptions pour le deuxième titre. Le Nigeria est aussi en 2018 la première équipe africaine à atteindre les quarts de finale de la Coupe du monde féminine de basket-ball,.

## Carrière
- 2013-2015 :  Chipola College
- 2015-2017 :  Wildcats du Kentucky
- 2017 :  Wings de Dallas
- 2017-2018 :  Dynamo Novossibirsk[7].
- 2018-2019 :  Beşiktaş JK
- 2019-2020 :  Perfumerias Avenida Salamanque
- 2019-2022 :  Flammes Carolo basket
- 2022-2023 :  Basket Landes
- 2023- :  Landerneau

## Palmarès
- Médaille d'or au championnat d'Afrique 2017
- Médaille d'or au championnat d'Afrique 2019